# Dorfkirche Grootschermer

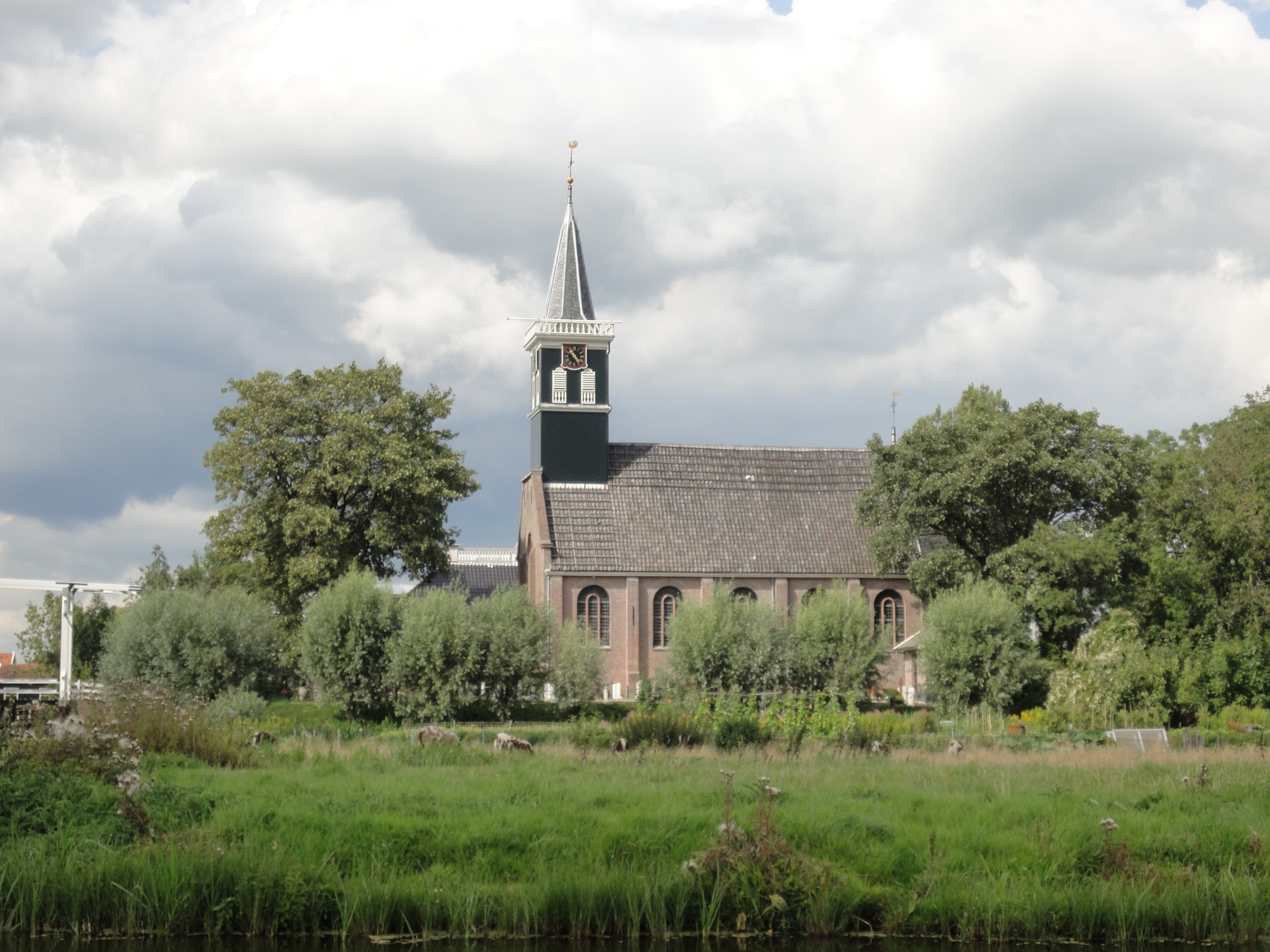
Die Kirche in Grootschermer

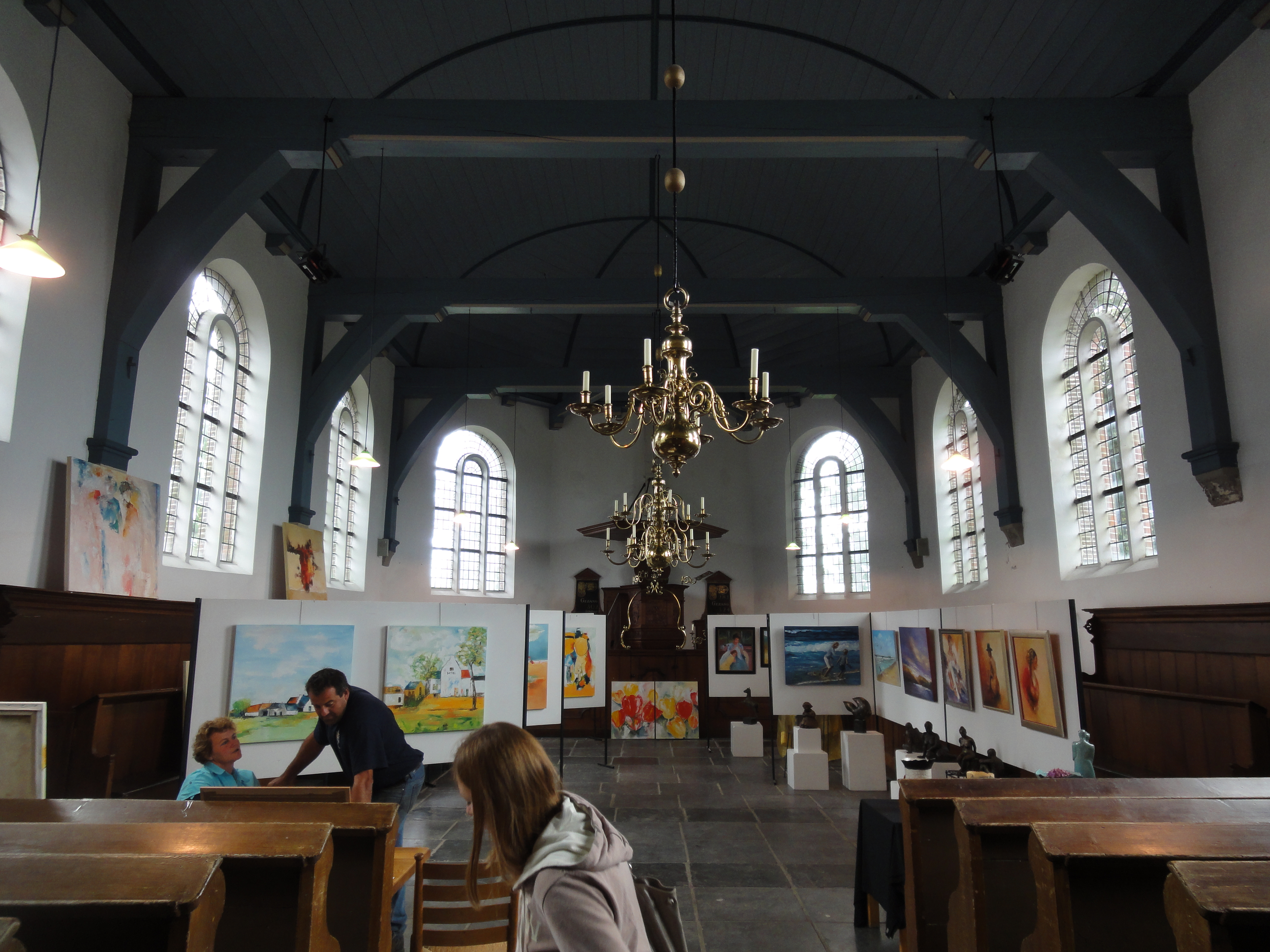
Der Innenraum der Kirche

Die Dorfkirche Grootschermer (niederländisch Dorpskerk Grootschermer) ist die calvinistische Saalkirche des Alkmaarer Ortsteils Grootschermer in der Provinz Nordholland. Die Kirche gehört zur Gemeinde Schermer innerhalb der Protestantischen Kirche in den Niederlanden und ist seit dem Jahr 1967 als Rijksmonument eingestuft. Das Kirchengebäude wurde durch die Kirchengemeinde in eine Stiftung überführt und wird als Kulturkirche genutzt.

## Geschichte

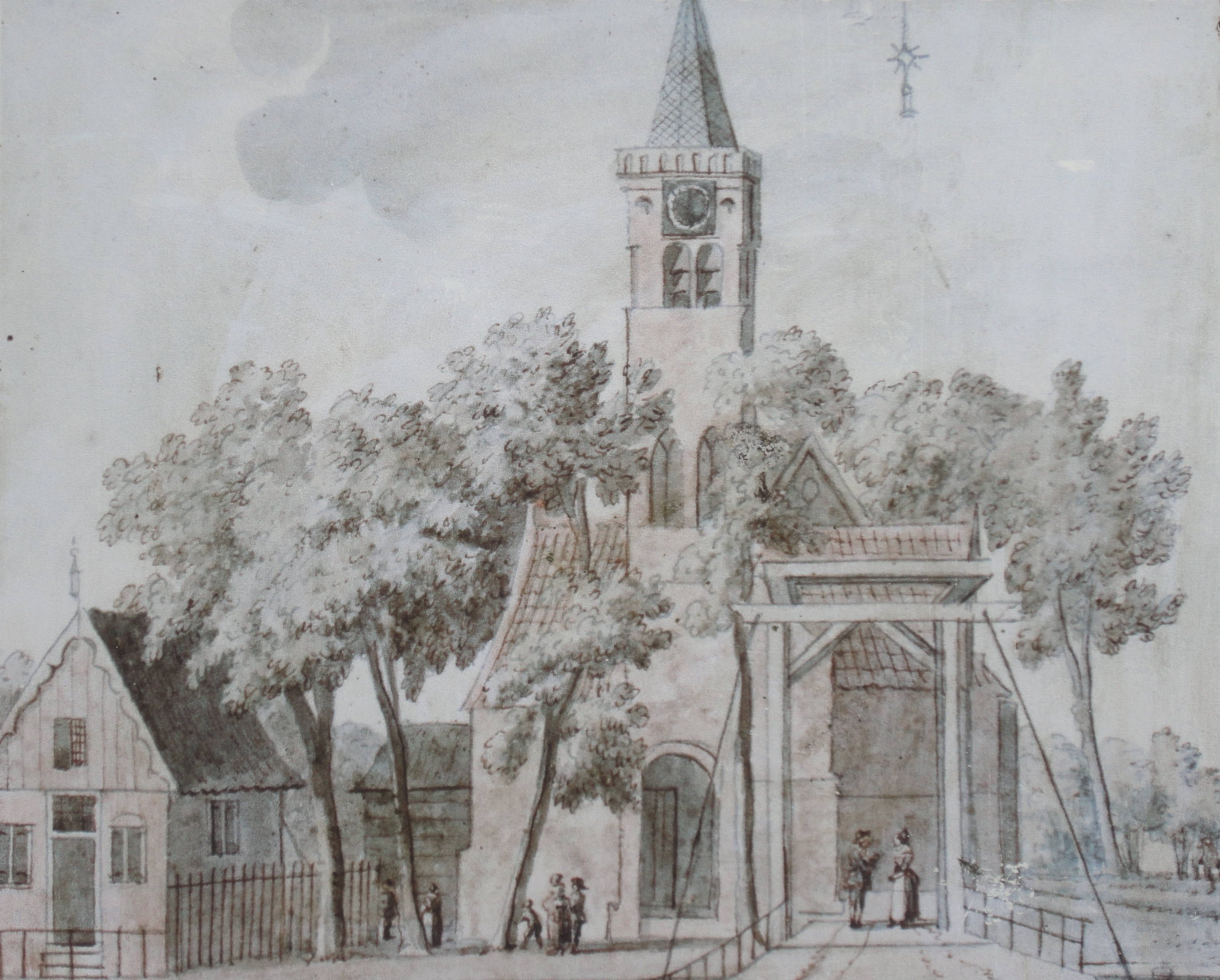
Die Kirche in historischer Darstellung

Die ursprüngliche Kirche St. Georgius in Grootschermer brach im Jahre 1612 während eines schweren Sturms zusammen, wie auch die Kirche in Schermerhorn. Am 15. Juni 1762 erfolgte die Grundsteinlegung der heutigen Kirche, für deren Aufbau 5000 Gulden durch die Staaten Holland und Westfriesland. Es war der fünfjährige David Leonard van der Hammen, Sohn des seinerzeitigen Predigers, der den Grundstein legte. Er folgte später seinem Vater im Amt. Im Folgejahr, 1763, wurde die Kirche eingeweiht. Von 1978 bis 1980 erfolgte eine Grundrestaurierung in deren Zuge unter anderem die Originalfarben wiederhergestellt wurden und auch das Uhrwerk renoviert wurde. Heute wird die Kirche nur noch zu besonderen Anlässen wie Trauungen zu religiösen Zwecken benutzt. Regelmäßig finden hier Ausstellungen statt.

## Beschreibung
Die heutige Kirche ist ein typischer protestantischer Reformationsbau, auf Basis eines Rechtecks ohne Unterbrechungen. Kanzel, Taufbecken und die Bänke sind senkrecht zur Längsrichtung des Raumes ausgerichtet. Die meisten Möbel stammen aus der früheren Kirche, der Wetterhahn und die Glocke aus dem Jahre 1648. Die Glocke trägt das alte Wappen Schermers mit dem Maulwurf und den zwei Hechten. Auch die in der Kirche zu findenden Grabplatten stammen noch aus dem Vorgängerbau. Sie ist rollstuhlgerecht eingerichtet und bietet 170 Besuchern Platz.
Die Turmuhr an der Ostseite ist größer als die an der Westseite. Dies vor dem Hintergrund, dass sie auch bei Arbeiten in den östlich gelegenen Poldern gut zu erkennen sein sollte.

## Die Orgel

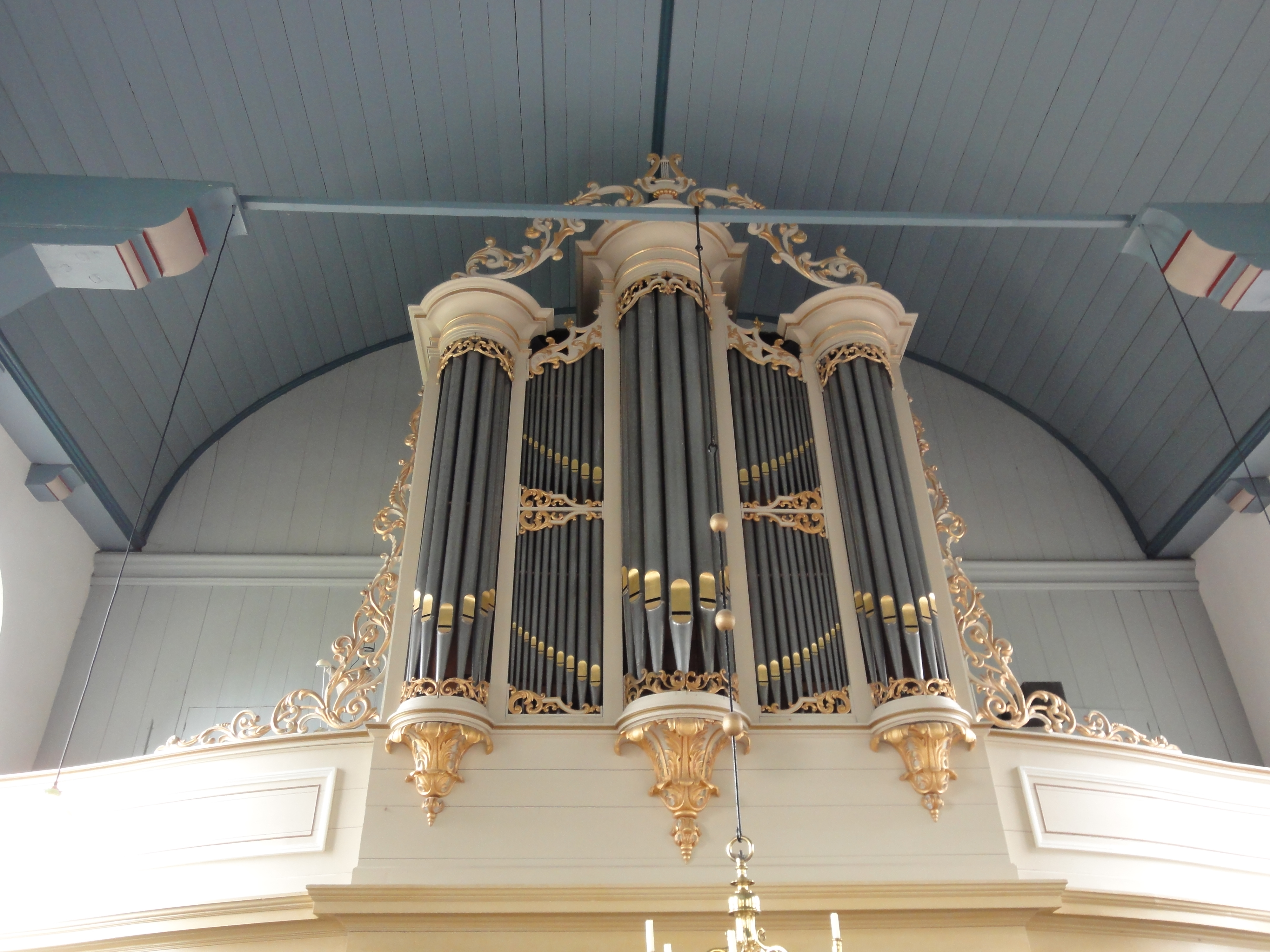
Die Orgel

Die Orgel stammt aus dem Jahr 1864 von dem Orgelbauer F. Naber aus Deventer. Sie hat sieben Stimmen und weist 550 Pfeifen aus Metall und Holz auf. Auch sie wurde in den Jahren 1978 bis 1980 restauriert, womit die Firma Vermeulen aus Alkmaar betraut war.